# Kadsura
Kadsura is een geslacht uit de familie Schisandraceae. De soorten komen voor in het oosten, zuiden en zuidoosten van Azië. 

## Soorten
- Kadsura acsmithii R.M.K.Saunders
- Kadsura angustifolia A.C.Sm.
- Kadsura borneensis A.C.Sm.
- Kadsura celebica A.C.Sm.
- Kadsura coccinea (Lemaire) A.C.Smith
- Kadsura heteroclita (Roxb.) Craib
- Kadsura induta A.C.Smith
- Kadsura japonica (L.) Dunal
- Kadsura lanceolata King
- Kadsura longipedunculata Finet & Gagnepain
- Kadsura marmorata (Hend. & A.A.Hend.) A.C.Sm.
- Kadsura oblongifolia Merrill
- Kadsura philippinensis Elmer
- Kadsura renchangiana S.F.Lan
- Kadsura scandens (Blume) Blume
- Kadsura verrucosa (Gagnep.) A.C.Sm.